# JR九州キハ125形気動車
キハ125形気動車（キハ125がたきどうしゃ）は、九州旅客鉄道（JR九州）の一般形気動車。

## 概要
ローカル線で使用していたキハ45系やキハ52系の置き換えおよびワンマン運転を実施する目的で製造された。新潟鐵工所が製作した地方鉄道向け車両である「NDCシリーズ」の一つであり、東海旅客鉄道（JR東海）キハ11形、島原鉄道キハ2500形、ひたちなか海浜鉄道湊線キハ3710形、松浦鉄道MR-400形気動車、水島臨海鉄道MRT300形など兄弟形式が多い。

## 車両概説

### 車体
NDCシリーズの標準的な18m級普通鋼製車体である。ワンマン運転に対応するため両端部に幅910mmの片開き扉を配置し、乗務員室ドアは省略されている。窓は開閉可能なユニット窓（上段下降下段上昇窓）となっている。2両運転時でもワンマン運転を可能とするため、前面中央部に貫通扉を設けている。
塗装は水戸岡鋭治率いるドーンデザイン研究所のデザインによる。車体外部を明るい黄色一色で塗装し、部分的にロゴ（JRマーク・Y-DC125ロゴ）を配している。Y-DCは、"YELLOW ONE MAN DIESEL CAR"の省略形で、車体側部にこの文字が記載されている。
1次車と2次車では若干の相違があり、冷房送風口および通風口のパーツの色が1次車では白で、2次車では黒であること、貫通扉の車内側の塗装が1次車では灰色で、2次車では朱色であること、さらには運転室の運賃箱上部の扉の形態が違うこと、エンジンから車内を通って屋根へと達する排煙ダクトのカバーが車内において1次車では角張っているのに対し、2次車では丸まっていることなどが挙げられる。

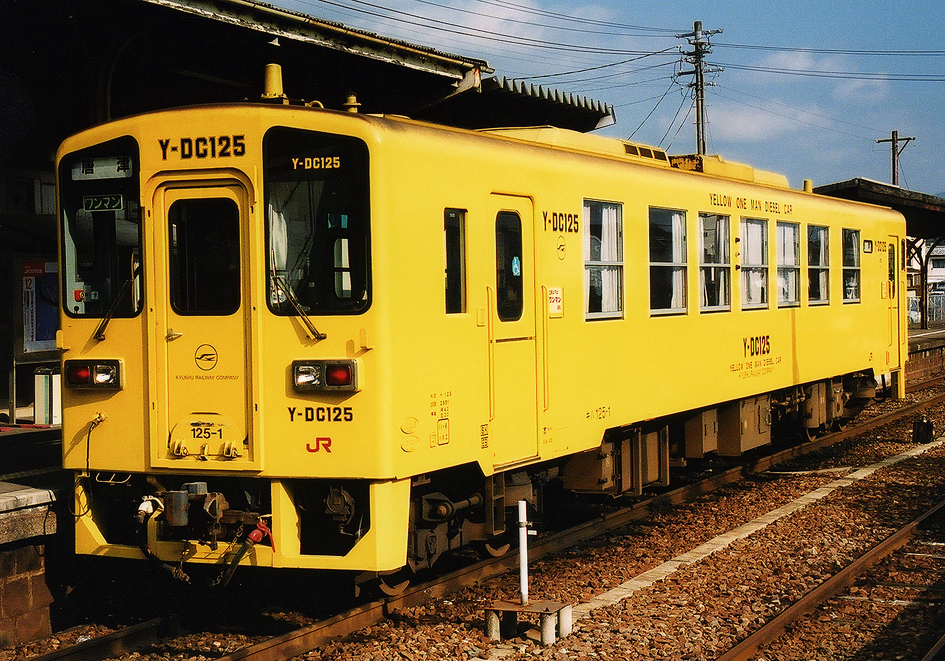
キハ125-1（伊万里駅 2000年）

### 台車・機器
台車は空気ばね台車のDT601K（動力台車）、TR601K（付随台車）が採用されている。機関はNDCシリーズ標準のDMF13HZエンジン (330ps/2000rpm) を1基搭載する。変速機は変速1段、直結2段式を採用し変速から直結1速への変速は手動で行うが直結2速への変速は自動で行う。冷房は機関直結式冷房装置で31,000kcalのものを2基搭載し暖房は31,800kcalの温水温風式を採用している。
ブレーキシステムは、キハ40形など在来車との併結も可能なDE1A自動空気ブレーキが採用されている。また抑速ブレーキとして排気ブレーキも装備されている。

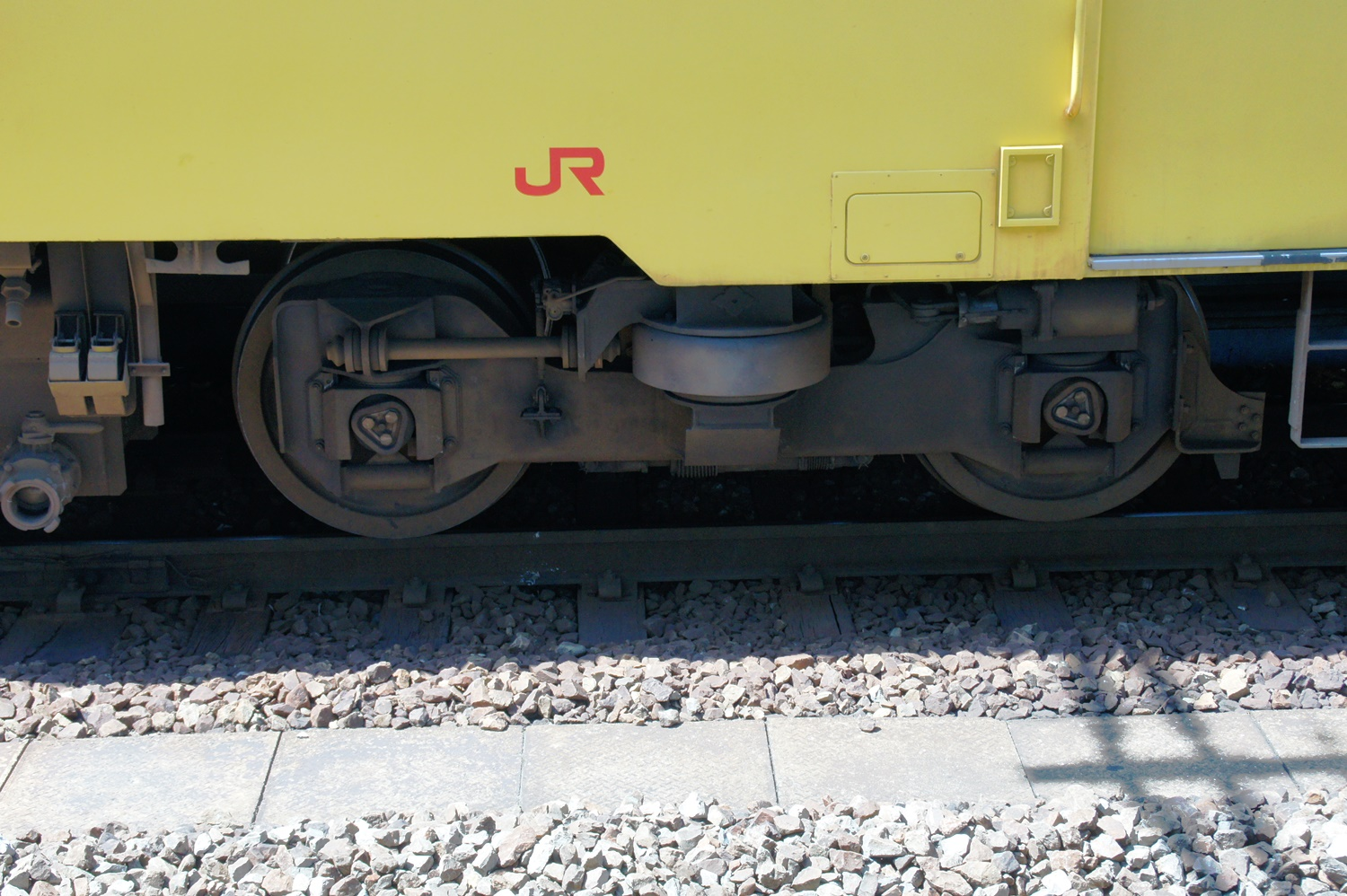
台車
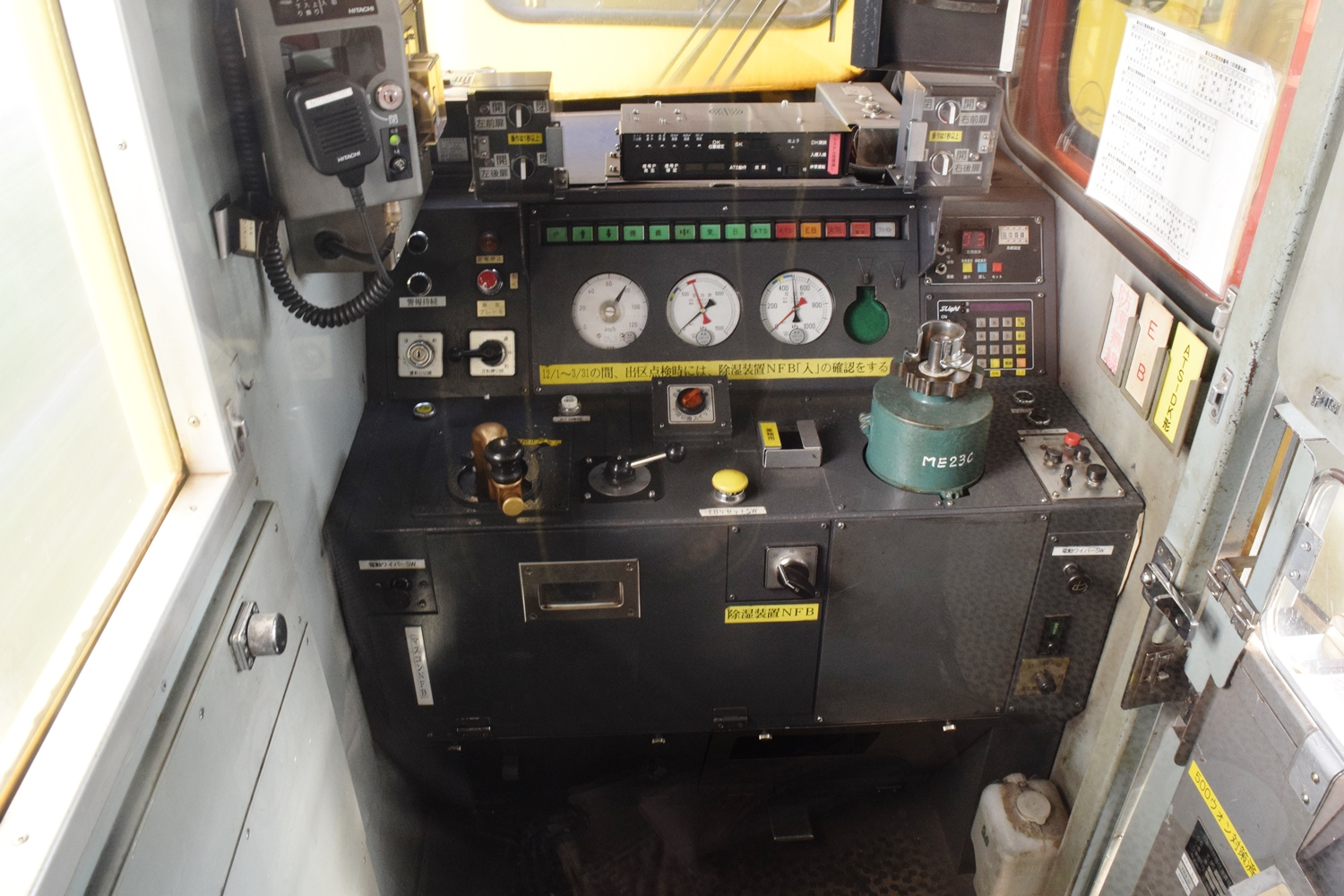
運転席
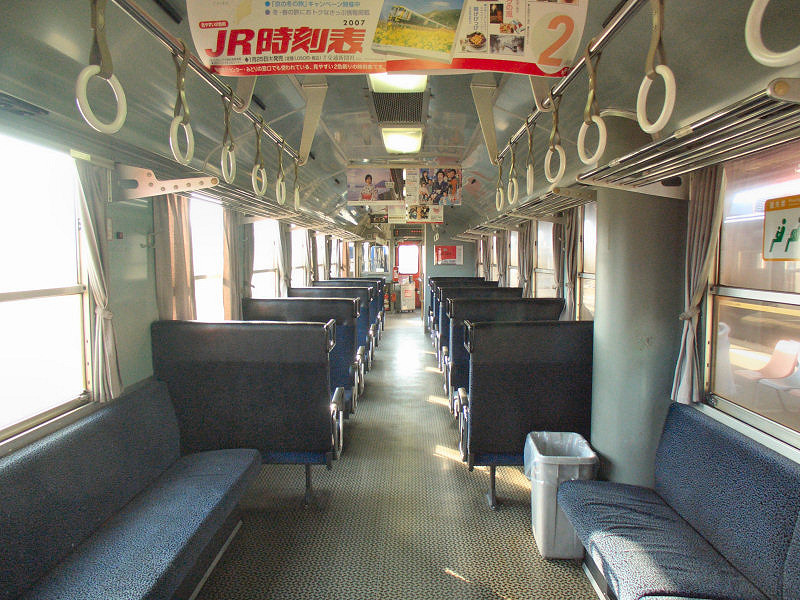
室内

### 車内設備
座席は車端部をロングシート、他をクロスシートとしたセミクロスシートである。内装は灰色を基調としており、床材はグレー地にひょうたん模様、壁面やカーテンもグレー地に白い水玉模様、モケットは紺地に豹柄である。

ワンマン運転用機器として、自動放送装置、運賃箱、運賃表示器、整理券発行器を備えている。

## 400番台（特急仕様車）
2009年（平成21年）10月10日より日南線の観光特急「海幸山幸」に使用される特急仕様車である。2008年（平成20年）12月28日に廃止となった第三セクター鉄道高千穂鉄道から購入したトロッコ風気動車TR-400形気動車が改造されたもの。本形式の400番台に区分される。2009年9月30日付で車籍編入された。
民鉄・第三セクター鉄道に在籍していた車両がJR車籍に編入されるのは、2004年に東京臨海高速鉄道から東日本旅客鉄道（JR東日本）に移籍した209系3100番台電車以来2例目となり、気動車では初となる。
新旧の車両番号対照は次のとおり。
- TR401、TR402 → キハ125-401、キハ125-402

| キハ125-401 |  | キハ125-402 |  | キハ125-401車内 |
| キハ125-401 |  | キハ125-402 |  | キハ125-401車内 |

## 改造
製造後から現在に至るまでの改造点としては、1次車の運転室後部の仕切窓が開閉式とされたこと（2次車は製造時から開閉式）、運賃箱に付属する両替器が新五百円硬貨対応とされたこと、非常用機関停止装置が装備（後に撤去）されたことなどである。また、運転室後部仕切窓に運転士または車掌の氏名を掲出する粘着式名札入れも取り付けられた。

### 100番台
2014年7月にキハ125-13が小倉工場で車両番号の変更を伴う改造（→キハ125-113）を受けた際に生まれた新番台。優先席部分のロングシートが撤去されている。その後、キハ125-11、キハ125-14、キハ125-22も改造を受け、キハ125-111、キハ125-114、キハ125-122となった。
- キハ125-11, キハ125-13, キハ125-14,キハ125-22 →キハ125-111, キハ125-113, キハ125-114, キハ125-122

### トイレ設置工事
トイレは製造当初は設置されていなかったが、2003年（平成15年）より小倉工場にてユニバーサルデザインの一環として車椅子にも対応したトイレの設置工事が行われるようになった。2005年（平成17年）には全車完了した。その際にトイレ設置部の窓は埋められ、トイレ入口の向かい側の窓は開閉できないようにされた。

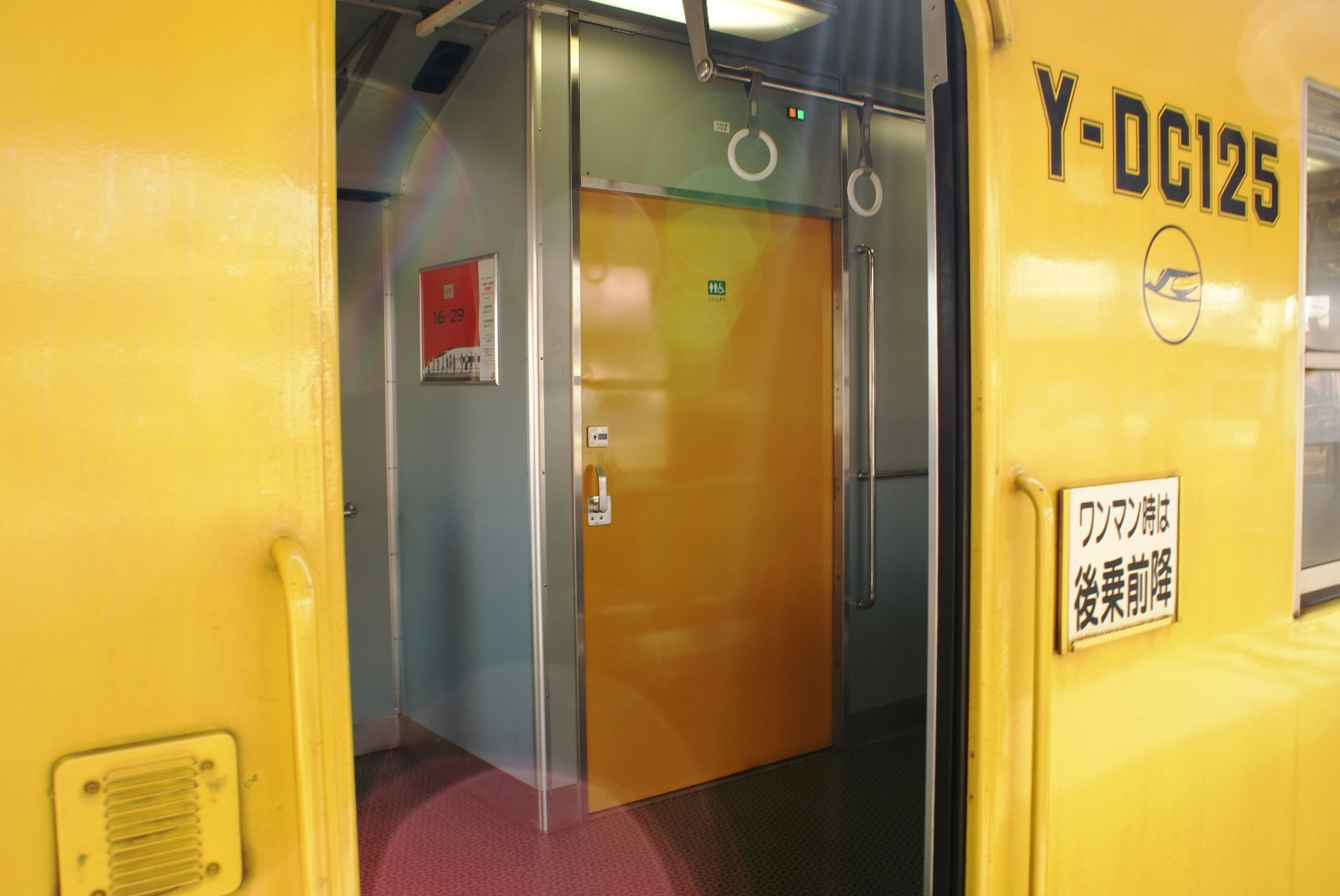
追加設置されたトイレ
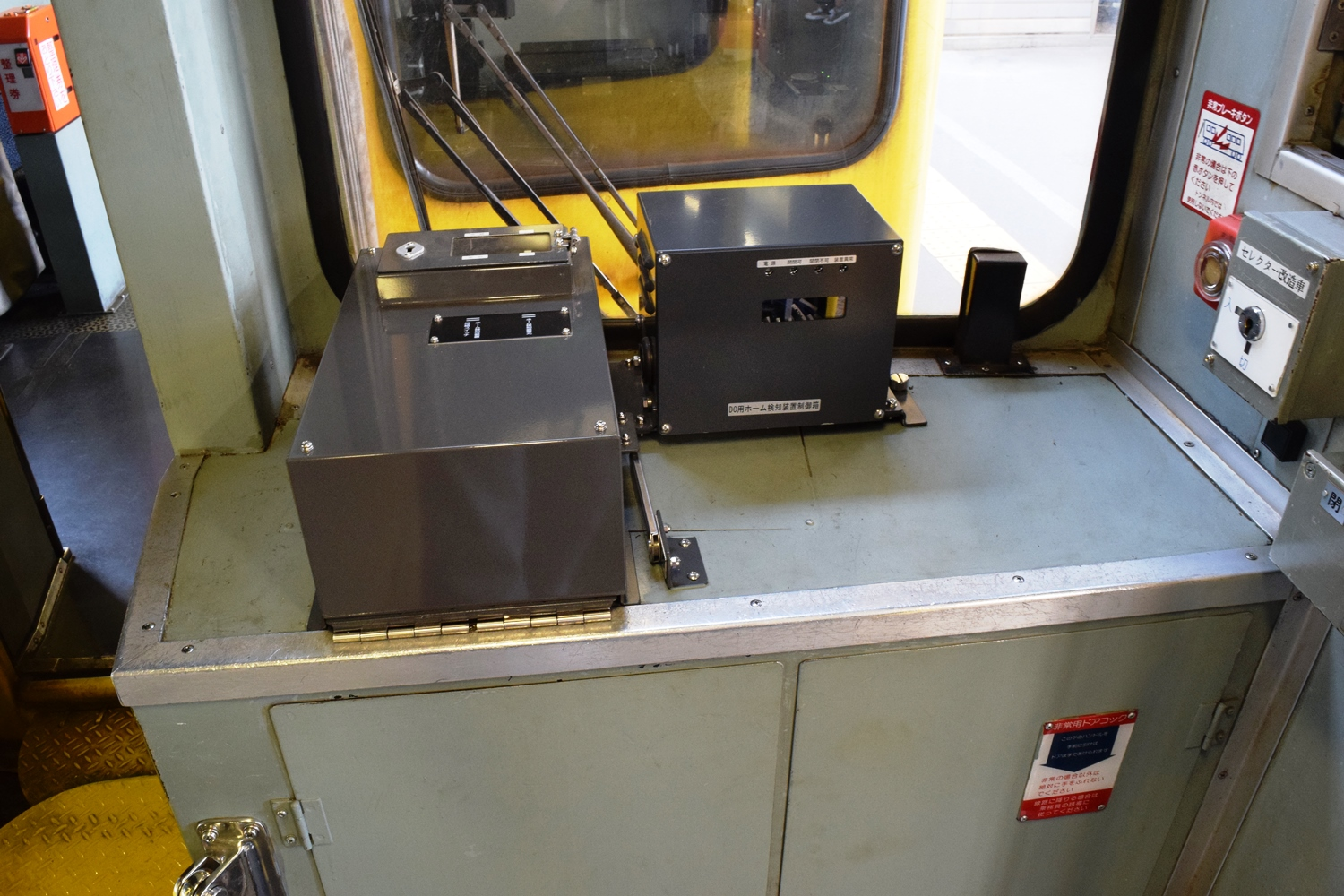
ホーム検知装置
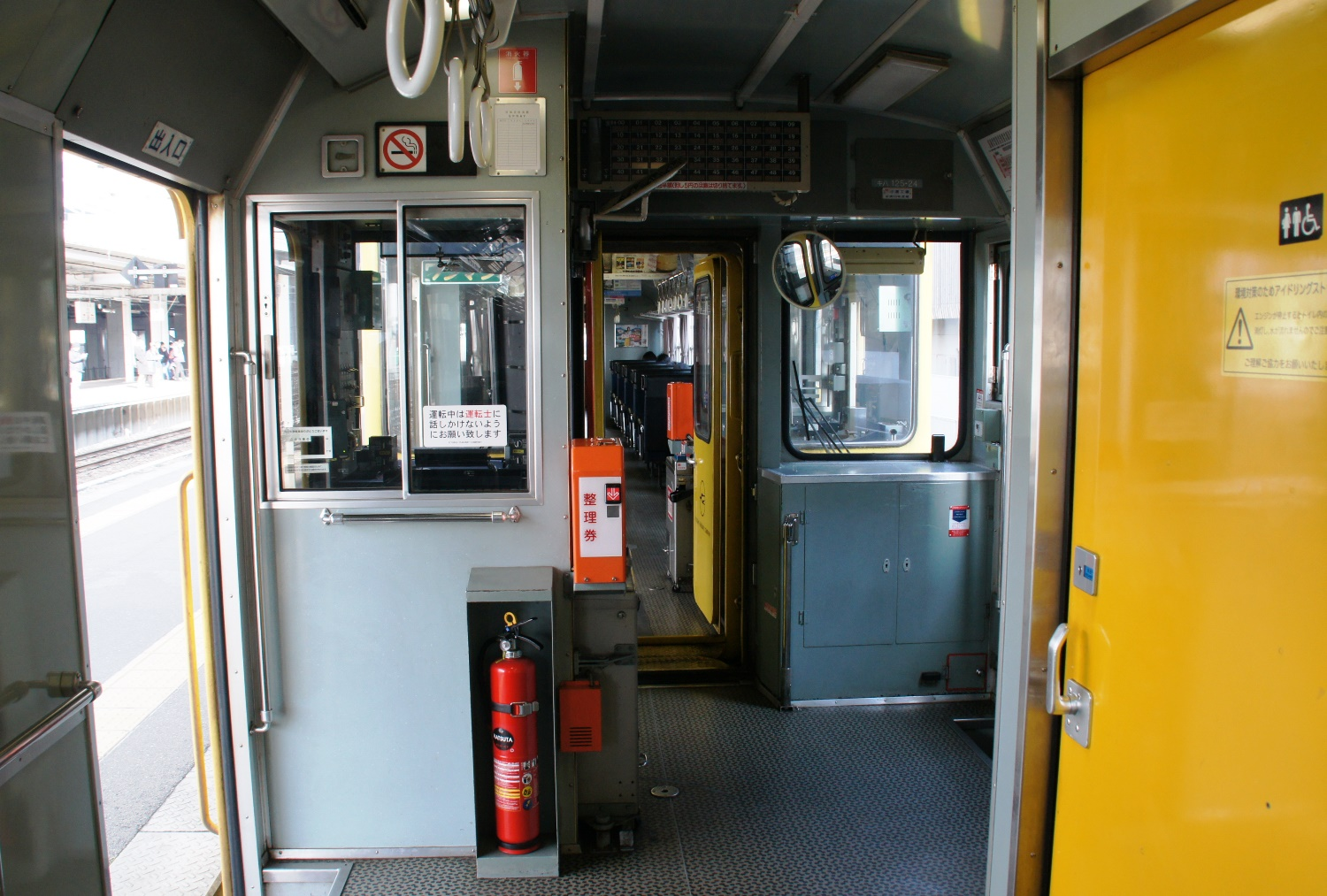
開閉可能な窓や名札入れ（写真は2次車）

### 2R形
D&S列車「かんぱち・いちろく」のフリースペースとして使用するために本形式1両が改造され、同列車に用いられるキハ47形とともに2R形に形式が改められた。車内からは座席が撤去されて一枚板のテーブルが置かれたほか、客用扉が1か所のみに改造された（通常は係員専用）。

### その他
2002年（平成14年）には大分スポーツ公園総合競技場がFIFAワールドカップの開催会場の一つとされたのに際して、キハ125-18・19の車体にワールドカップの広告が貼付された。また、キハ125-20は同年に試験的にUVカットフィルムを窓に貼付したが、乗客の悪戯により剥がされたりしたため、現在では一部の窓にしかフィルムがない状態である。
2005年1月にキハ125-24が久大本線の御井駅手前の御井踏切でトラックと衝突、一部損傷し修繕を受けた。この際車両番号の表記位置が従来とは逆のトイレ側に移された。
2007年11月ごろには一部の列車において、ワンマン扉選択・扉開閉スイッチが、速度計などの上部に移され、扉開閉スイッチにはふたが取り付けられた。
2016年3月から、大分車両センター所属車の運賃表がLEDから、キハ200系や817系0番台で順次交換されている、レシップ社のOBCビジョンに更新された。
2018年頃よりホーム検知装置が設置されるようになった。

## 製造・運用

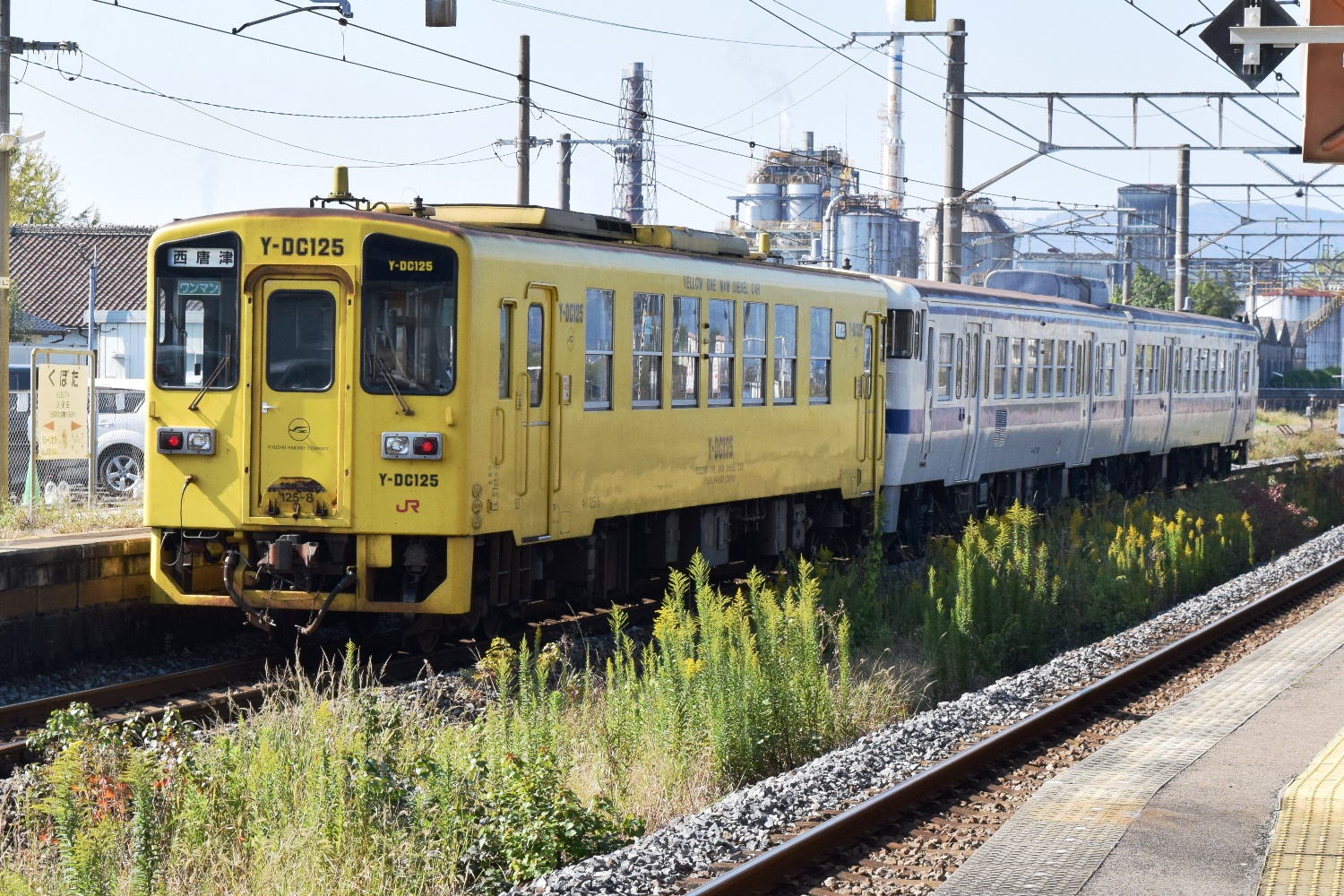
在来車とも併結運用が行われる。

### 0番台・100番台
1993年（平成5年）1月に1次車の11両（キハ125-1 - キハ125-11）が製造された。1 - 6が唐津鉄道事業部唐津運輸センター（現・佐賀鉄道事業部唐津車両センター）に、7 - 11が大分運転所（現・大分鉄道事業部大分車両センター）に配置された。続いて同年12月に、2次車の14両（キハ125-12 - キハ125-25）が製造され、全車が大分に配置された。その後、双方の配置区相互間での転配が何度か行われており、2006年（平成18年）には7 - 9が大分から唐津に転属、2015年3月には1が唐津から大分に転属、2022年9月には9が再度唐津から大分に転属している。
唐津配置車は唐津線（長崎本線久保田 - 佐賀間を含む全線）および筑肥線（山本 - 伊万里間）で運用されている。また、唐津配置車については2022年に佐賀県が実施する「ロマンシングサガ2022」の一環として、サガシリーズのキャラクターと沿線の観光地をデザインしたラッピングが施されている。
大分配置車は久大本線（日田 - 大分間）、豊肥本線（宮地 - 大分間）で運用される。2025年3月のダイヤ改正までは、夜に一本のみ（豊後竹田 - 熊本間）でも運用されていた。また、過去には大分配置車が合間運用として筑豊本線（飯塚 - 原田間）や日田彦山線（田川後藤寺 - 夜明間）で運用されたこともあった。
2025年現在では本形式のみ1 - 3両による組成以外にも、キハ47形との併結が可能であり、キハ47形と併結しての運用や車両点検時の代走などに充当される。

### 400番台
2009年10月10日に臨時特急『海幸山幸』として運転開始。キハ125-401が『山幸』として南郷方、キハ125-402が『海幸』として宮崎方として常時連結している。編入時は鹿児島総合車両所所属（日南運用・南宮崎駅常備）だったが、2011年に宮崎車両センター所属になっている。
専ら日南線の宮崎 - 南郷間（日豊本線の宮崎 - 南宮崎間を含む）に充てられる。また、列車運用のない平日に限り宮崎県の平日チャーター補助下で貸切専用列車としても運用される。この貸し切り運用では吉都線、肥薩線などで運転実績がある。